# Vollme

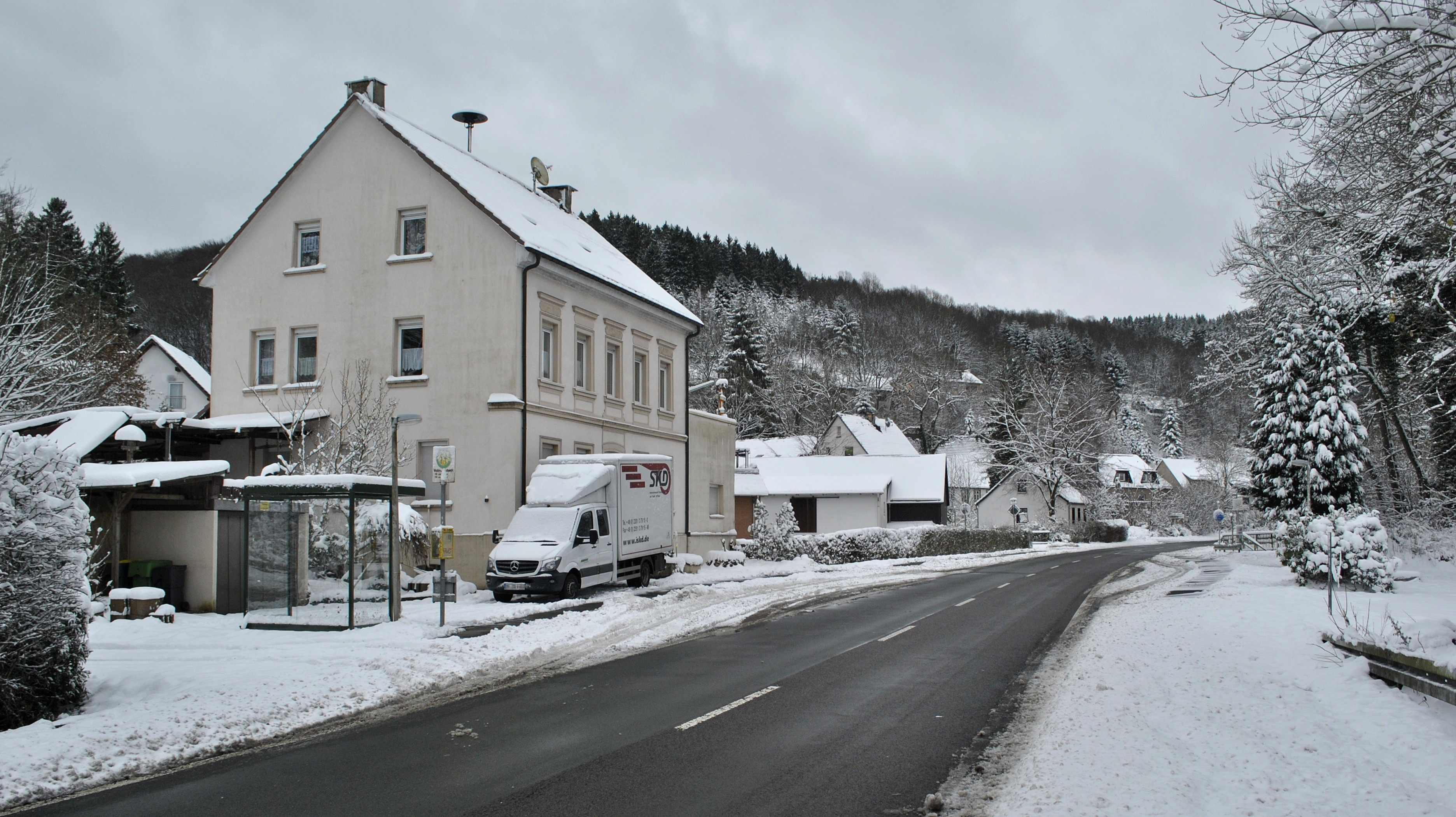
Die Bundesstraße 54 in Vollme (2017)

Vollme ist ein Wohnplatz der nordrhein-westfälischen Stadt Kierspe im Märkischen Kreis. Der Ort liegt unterhalb der Jubachtalsperre am Zusammenfluss von Jubach und Volme, etwa 2,5 Kilometer nördlich der Kiersper Kernstadt. Er wird von der Bundesstraße 54 und der Bahnstrecke Hagen–Dieringhausen (Volmetalbahn) durchquert.

## Geschichte
Die Geschichte von Vollme ist eng mit der Metallverarbeitung verbunden, die in der Grafschaft Mark eine entscheidende Rolle auf dem Weg zur Industrialisierung spielte. So war der Ort spätestens seit dem 18. Jahrhundert Sitz mehrerer Reidemeister. 1784 wurde das Reidemeisterhaus Voswinkel erbaut, das heute als Baudenkmal ausgewiesen ist. 1823 wird Vollme in einer Statistik des preußischen Staates unter dem Namen (Auf der) Vollme als „Osemundhammer u. Koth[en]“ mit 32 Einwohnern geführt.
Im frühen 19. Jahrhundert machten technische Fortschritte, etwa das Puddelverfahren, den Osemund zunehmend obsolet. Der letzte Osemundhammer im Volmetal stellte in den 1850er-Jahren die Produktion ein. Die Vollmer Reidemeister reagierten mit der Diversifikation ihres Sortiments – sie stellten nun neben Halbwaren auch die Endprodukte her und verlagerten ab Ende des 19. Jahrhunderts ihren unternehmerischen Schwerpunkt auf das Kommissionsgeschäft.
Der letzte metallverarbeitende Betrieb in Vollme stellte 1967 seine Produktion ein. Zu diesem Zeitpunkt hatte er noch 19 Mitarbeiter.

## Verkehr

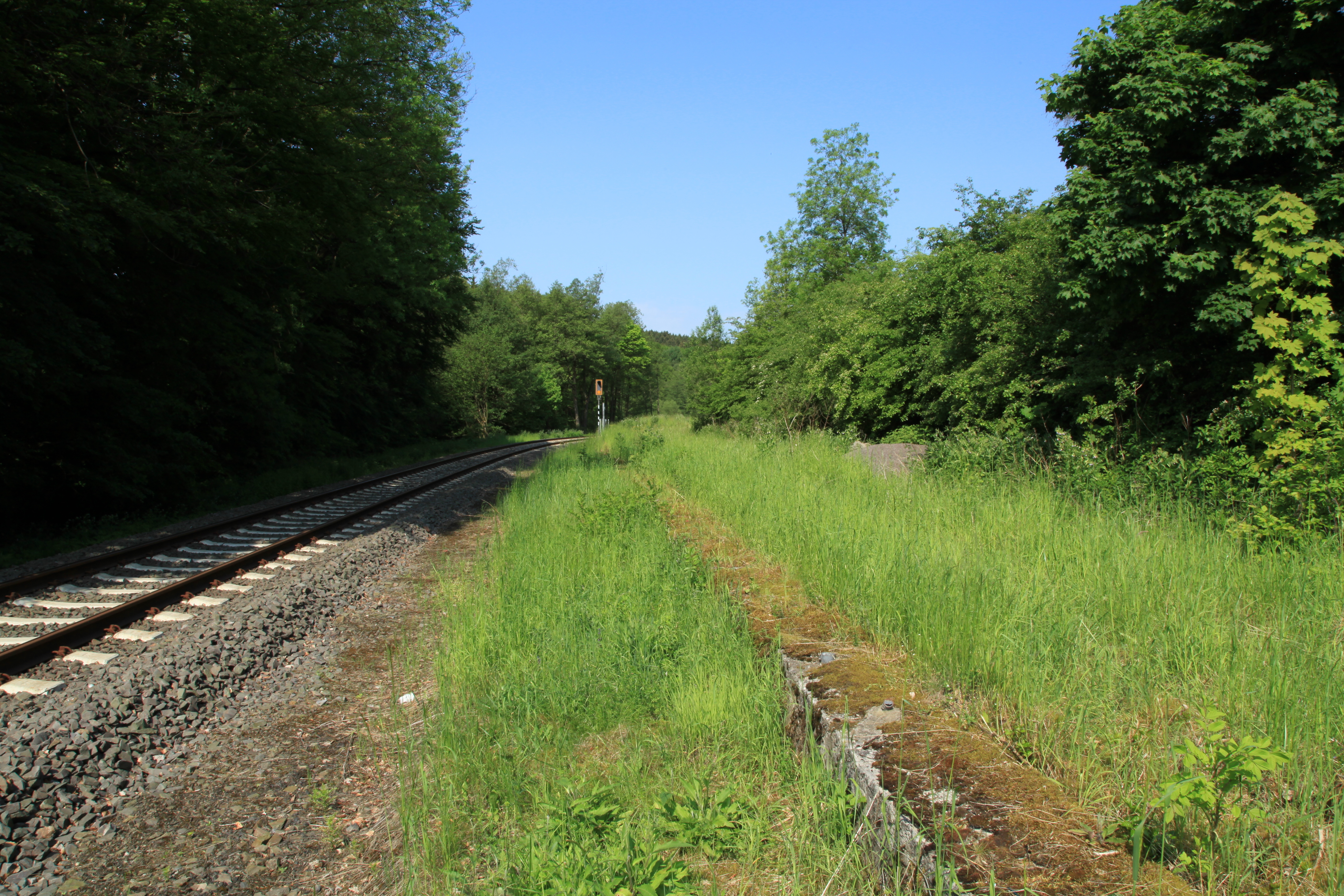
Gleislose Bahnsteigkante des stillgelegten Bahnhofs (2012)

Vollme ist über die Bushaltestellen Vollme Jubach und Vollme Bahnhof, die von der Märkischen Verkehrsgesellschaft bedient werden, an den ÖPNV angebunden. Von 1892 bis 1976 war auch ein etwa 800 Meter außerhalb des Ortes gelegener Bahnhof an der Volmetalbahn in Betrieb. Das seit 1987 denkmalgeschützte Empfangsgebäude wurde 2009 von der Kiersper Denkmalliste gestrichen und abgerissen.
Im Dezember 2017 wurde die Volmetalbahn zwischen den Bahnhöfen Meinerzhagen und Brügge (Westf) reaktiviert, der Bahnhof Vollme wurde in den Planungen jedoch nicht berücksichtigt.